# Darijo Srna
Darijo Srna (Metković, 1º maggio 1982) è un dirigente sportivo, allenatore di calcio ed ex calciatore croato, di ruolo difensore o centrocampista, direttore sportivo dello Shakhtar Donetsk.
Con 136 presenze è, dopo Luka Modrić, il secondo calciatore per apparizioni con la maglia della nazionale croata, dalla quale ha deciso di ritirarsi dopo il campionato europeo di calcio 2016.

## Biografia
La famiglia di Srna ha avuto una vita difficile: il padre, Uzir, è rimasto orfano a 3 anni in seguito all'uccisione della madre e della sorella da parte dei nazionalisti serbi, ed è stato costretto a fuggire a Sarajevo e poi a Metković, in Croazia. Ha giocato anche per un breve periodo come portiere. Srna ha anche due fratelli, Renato, allenatore del Neretva, e Igor, affetto da Sindrome di Down, al quale spesso ha dedicato le sue reti. Ha anche due tatuaggi, uno raffigurante un capriolo (Srna in croato significa proprio capriolo) e il nome del fratello malato.
È sposato con Mirela Foric, conosciuta tramite l'amicizia con il collega attaccante Boško Balaban, e ha una figlia di nome Kasja e un figlio di nome Karlo. Il padre è morto a 75 anni, dopo una lunga malattia, il 12 giugno 2016, mentre guardava la partita Turchia-Croazia (0-1) degli Europei di Francia, dove il figlio ha giocato, da capitano, per tutti i 90 minuti dell'incontro.

## Caratteristiche tecniche
Terzino destro di notevole propensione offensiva e ottima fisicità è considerato tra i migliori nel suo ruolo, è stato spesso impiegato come centrocampista esterno o anche come esterno offensivo. Destro naturale, è conosciuto per la sua abilità nei cross e nei calci di rigore.

## Carriera

### Giocatore

#### Club

##### Inizi e Hajduk Spalato
Dopo aver giocato da giovanissimo nel GOŠK Gabela e nel piccolo club del suo paese d'origine, il Neretva Metković, era già considerato uno dei più grandi talenti croati, tanto che fu più volte visionato dagli osservatori dell'Hajduk Spalato. Con la guerra ancora in corso, tuttavia, inizialmente sorsero dei problemi sul suo tesseramento, in quanto molti tifosi, a Spalato non accettavano di vedere firmare un musulmano per il loro club. Nel 1998 i team manager del club si convincono ad ingaggiarlo ed inserirlo nel settore giovanile, dove rimane fino al 1999, quando per la prima volta ottiene la convocazione in prima squadra. Debutta in campionato a 17 anni e a 18 vince la Serie A Croata. A 19 anni è già titolare inamovibile della formazione, e il 20 settembre 2001 debutta anche in Coppa UEFA, nel doppio incontro di qualificazione contro il Wisla Cracovia. In Croazia rimane per quattro stagioni, totalizzando 83 presenze e 8 reti e trionfando anche per due volte nella Coppa di Croazia.

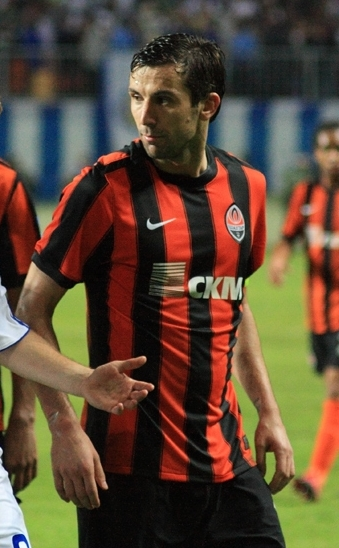
Darijo Srna con la maglia dello Shakhtar nel 2011

##### Šachtar
Nell'estate 2003 passa a titolo definitivo, insieme al compagno di squadra Stipe Pletikosa, agli ucraini dello Šachtar. Il 14 settembre 2004 debutta in UEFA Champions League, nella partita persa in casa contro il Milan. Titolare indiscusso della squadra, alla fine di febbraio 2007 rinnova il suo contratto fino al 2011.
La stagione 2008-2009 è la migliore della sua carriera: il 15 luglio trionfa con la sua squadra ai rigori nella finale di Supercoppa d'Ucraina contro la Dinamo Kiev, e il 13 agosto realizza il primo gol del 2-0 finale della gara di Champions League contro la Dinamo Zagabria. Dopo l'eliminazione dalla Champions, conduce, per la prima volta da capitano, la squadra fino alla finale di Coppa UEFA contro il Werder Brema, vinta 2-1. Il 2008, tuttavia, resta l'unico anno in cui Srna non vince il campionato nazionale.
La stagione seguente vince ancora la Prem"jer-liha, contribuendo con 26 presenze e 2 reti. Il 28 agosto gioca 65 minuti nella finale di Supercoppa Europea persa contro il Barcellona e va a segno in Europa League nel 4-1 in trasferta contro il Club Bruges.
La Prem"jer-liha 2010-2011 vede la squadra di Donetsk vincere tutti e tre i trofei nazionali; grazie anche alle 39 presenze e 4 reti del capitano, la squadra di Mircea Lucescu si impone in campionato, nella Coppa di Ucraina e nella Supercoppa d'Ucraina, contro la Dinamo Kiev. In Champions League il 15 settembre Srna mette a segno, su punizione, la rete del decisivo 1-0 nel primo incontro del girone contro il Partizan Belgrado e gioca tutti gli altri match, tra cui il doppio scontro, sempre vittorioso, con la Roma. Il 6 aprile, nei quarti di finale contro il Barcellona, realizza l'assist per il gol di Yaroslav Rakitskiy, ma non può impedire la sconfitta per 5-1 e la conseguente eliminazione. A fine stagione, grazie ai suoi 5 assist in nove partite, ha l'onore di essere inserito dall'UEFA nella formazione migliore dell'anno.
Nella Prem"jer-liha 2011-2012 Srna vince il sesto titolo di campioni d'Ucraina, contribuendo con 25 presenze e 3 reti. In Champions League la squadra esce al primo turno dei gironi, piazzandosi ultima dietro a Porto, APOEL Nicosia e Zenit San Pietroburgo.
Dopo la gara di Champions League contro il Napoli nel settembre 2017, Srna è stato sorteggiato all'antidoping e trovato positivo all'androstenolone, venendo squalificato per 17 mesi e di fatto saltando tutta la stagione 2017-2018.
Termina la lunga militanza con gli ucraini al termine della stagione 2017-2018, da capitano, risultando il giocatore con più presenze nella storia del club.

##### Cagliari
Il 22 giugno 2018 viene ufficializzato il suo arrivo in Italia, al Cagliari. Debutta in Serie A alla seconda di campionato, giocando titolare la partita col Sassuolo conclusasi sul 2-2. Terminata la stagione con 26 presenze in campionato, annuncia il proprio ritiro dall'attività agonistica.

#### Nazionale

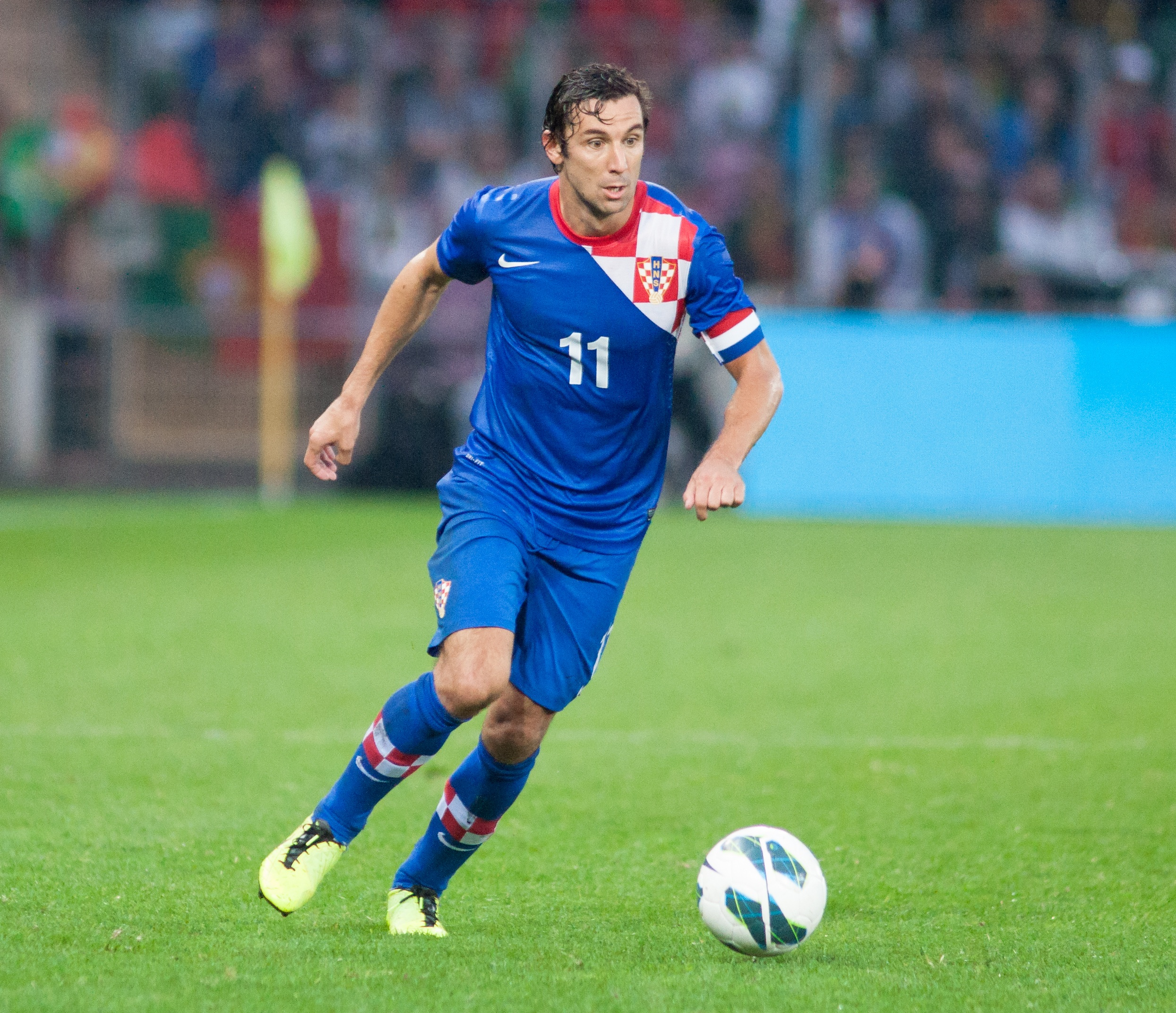
Srna con la maglia della Nazionale croata

Dopo aver vestito le maglie delle selezioni nazionali giovanili della Croazia, ha esordito con la nazionale maggiore croata il 20 novembre 2002, in un'amichevole a Timișoara contro la Romania. Il 29 marzo 2003 ha segnato la sua prima rete in nazionale, in una partita valida per le Qualificazioni al campionato europeo di calcio 2004, contro il Belgio.
Srna è stato convocato per il Euro 2004, per il Mondiale di Germania 2006, per Euro 2008, per Euro 2012, per il Mondiale di Brasile 2014 e per Euro 2016. Nel settembre 2006 il CT croato Slaven Bilić ha allontanato Srna e i suoi compagni di squadra Ivica Olić e Boško Balaban dal ritiro della nazionale dopo che i tre erano rientrati a tarda notte da una discoteca di Zagabria. Dal 2009 ne è anche il capitano dopo il ritiro dei fratelli Niko Kovač e Robert Kovač.
Nel 2016, al termine del campionato europeo, concluso dalla Croazia agli ottavi di finale, lascia la nazionale dopo aver raccolto 134 presenze e segnato 22 gol.
È stato il primatista di presenze della nazionale croata sino al marzo 2021, mese in cui è stato superato da Luka Modrić.

### Allenatore
Dopo il ritiro, torna allo Šachtar, entrando a far parte dello staff tecnico del nuovo allenatore Luís Castro. Il 16 ottobre 2023 viene nominato tecnico ad interim fino al termine della stagione dello Šachtar, subentrando a Patrick van Leeuwen, il quale nello stesso giorno ha risolto il
proprio contratto con la società neroarancio.

### Dirigente
Nell’estate del 2020 diventa direttore sportivo del club ucraino.

## Vita privata
Srna è nato a Metković da padre bosgnacco, Uzeir, e madre croata, Milka. Suo padre, un orfano della Seconda guerra mondiale e un ex calciatore del FK Sarajevo, sostenne la sua nascente carriera calcistica nonostante la discriminazione durante le Guerre jugoslave e la diffusa corruzione tra gli allenatori di calcio. Prima di lasciare la Croazia per unirsi allo Shakhtar Donetsk, regalò ai suoi genitori una nuova Mercedes. Ha un tatuaggio di un capriolo che gioca a calcio sulla gamba, poiché "Srna" in croato significa "capriolo". Srna ha anche aiutato il club bosniaco Borac Šamac, dove suo padre ha giocato come portiere ed è stato anche allenatore.
Srna ha un fratellastro, Renato, allenatore al Neretva, dal primo matrimonio del padre. L'altro fratello, Igor, ha la sindrome di Down. Di conseguenza, Srna dedica tutti i suoi gol a lui, e ha persino rivelato una maglietta sotto la sua divisa con la scritta "Igor, svi smo uz tebe" ("Igor, siamo tutti qui per te") dopo aver segnato un gol contro la Macedonia del Nord in una partita internazionale. Ha anche un tatuaggio con la scritta "Igor" sopra il cuore.

## Statistiche

### Presenze e reti nei club
Statistiche aggiornate al 18 marzo 2021.
| Stagione              | Squadra               | Campionato            | Campionato | Campionato | Coppe nazionali | Coppe nazionali | Coppe nazionali | Coppe continentali | Coppe continentali | Coppe continentali | Altre coppe | Altre coppe | Altre coppe | Totale | Totale |
| Stagione              | Squadra               | Comp                  | Pres       | Reti       | Comp            | Pres            | Reti            | Comp               | Pres               | Reti               | Comp        | Pres        | Reti        | Pres   | Reti   |
| --------------------- | --------------------- | --------------------- | ---------- | ---------- | --------------- | --------------- | --------------- | ------------------ | ------------------ | ------------------ | ----------- | ----------- | ----------- | ------ | ------ |
| 1999-2000             | Hajduk Spalato        | 1. HNL                | 1          | 0          | CC              | 0               | 0               | -                  | -                  | -                  | -           | -           | -           | 1      | 0      |
| 2000-2001             | Hajduk Spalato        | 1. HNL                | 10         | 0          | CC              | 3               | 0               | -                  | -                  | -                  | -           | -           | -           | 13     | 0      |
| 2001-2002             | Hajduk Spalato        | 1. HNL                | 26         | 1          | CC              | 2               | 1               | UCL+CU             | 3+2                | 0+1                | -           | -           | -           | 33     | 3      |
| 2002-2003             | Hajduk Spalato        | 1. HNL                | 27         | 3          | CC              | 6               | 2               | CU                 | 4                  | 0                  | -           | -           | -           | 37     | 5      |
| Totale Hajduk Spalato | Totale Hajduk Spalato | Totale Hajduk Spalato | 64         | 4          |                 | 11              | 3               |                    | 9                  | 1                  |             | -           | -           | 84     | 8      |
| 2003-2004             | Šachtar               | VL                    | 19         | 0          | KU              | 5               | 3               | UCL+CU             | 4+1                | 0                  | -           | -           | -           | 29     | 3      |
| 2004-2005             | Šachtar               | VL                    | 22         | 1          | KU              | 7               | 1               | UCL+CU             | 7+4                | 0                  | SU          | 1           | 0           | 41     | 2      |
| 2005-2006             | Šachtar               | VL                    | 21         | 2          | KU              | 1               | 0               | UCL+CU             | 2+8                | 0                  | SU          | 1           | 0           | 33     | 2      |
| 2006-2007             | Šachtar               | VL                    | 20         | 3          | KU              | 5               | 0               | UCL+CU             | 6+3                | 0+1                | SU          | 1           | 0           | 35     | 4      |
| 2007-2008             | Šachtar               | VL                    | 28         | 0          | KU              | 3               | 0               | UCL                | 10                 | 0                  | SU          | 0           | 0           | 41     | 0      |
| 2008-2009             | Šachtar               | PL                    | 25         | 4          | KU              | 3               | 0               | UCL+CU             | 8+9                | 1+0                | SU          | 1           | 0           | 46     | 5      |
| 2009-2010             | Šachtar               | PL                    | 26         | 2          | KU              | 2               | 1               | UCL+UEL            | 2+8                | 0+1                | SU          | 1           | 0           | 39     | 4      |
| 2010-2011             | Šachtar               | PL                    | 27         | 3          | KU              | 2               | 0               | UCL                | 9                  | 1                  | SU          | 1           | 0           | 39     | 4      |
| 2011-2012             | Šachtar               | PL                    | 25         | 3          | KU              | 3               | 0               | UCL                | 5                  | 0                  | SU          | 1           | 0           | 34     | 3      |
| 2012-2013             | Šachtar               | PL                    | 26         | 2          | KU              | 5               | 1               | UCL                | 8                  | 1                  | SU          | 1           | 0           | 40     | 4      |
| 2013-2014             | Šachtar               | PL                    | 27         | 6          | KU              | 2               | 0               | UCL+UEL            | 6+2                | 0                  | SU          | 1           | 0           | 38     | 6      |
| 2014-2015             | Šachtar               | PL                    | 23         | 4          | KU              | 5               | 0               | UCL                | 7                  | 1                  | SU          | 1           | 0           | 36     | 5      |
| 2015-2016             | Šachtar               | PL                    | 19         | 2          | KU              | 4               | 0               | UCL+UEL            | 9+8                | 2+1                | SU          | 1           | 1           | 41     | 6      |
| 2016-2017             | Šachtar               | PL                    | 23         | 1          | KU              | 1               | 0               | UCL+UEL            | 2+7                | 0                  | SU          | 1           | 0           | 34     | 1      |
| 2017-2018             | Šachtar               | PL                    | 8          | 0          | KU              | -               | -               | UCL                | 1                  | 0                  | SU          | 1           | 0           | 10     | 0      |
| Totale Šachtar        | Totale Šachtar        | Totale Šachtar        | 339        | 33         |                 | 48              | 6               |                    | 136                | 9                  |             | 13          | 1           | 536    | 49     |
| 2018-2019             | Cagliari              | A                     | 26         | 0          | CI              | 2               | 0               | -                  | -                  | -                  | -           | -           | -           | 28     | 0      |
| Totale carriera       | Totale carriera       | Totale carriera       | 429        | 37         |                 | 61              | 9               |                    | 145                | 10                 |             | 13          | 1           | 648    | 57     |

### Cronologia presenze e reti in nazionale
| Cronologia completa delle presenze e delle reti in nazionale ― Croazia | Cronologia completa delle presenze e delle reti in nazionale ― Croazia | Cronologia completa delle presenze e delle reti in nazionale ― Croazia | Cronologia completa delle presenze e delle reti in nazionale ― Croazia | Cronologia completa delle presenze e delle reti in nazionale ― Croazia | Cronologia completa delle presenze e delle reti in nazionale ― Croazia | Cronologia completa delle presenze e delle reti in nazionale ― Croazia | Cronologia completa delle presenze e delle reti in nazionale ― Croazia |
| Data                                                                   | Città                                                                  | In casa                                                                | Risultato                                                              | Ospiti                                                                 | Competizione                                                           | Reti                                                                   | Note                                                                   |
| ---------------------------------------------------------------------- | ---------------------------------------------------------------------- | ---------------------------------------------------------------------- | ---------------------------------------------------------------------- | ---------------------------------------------------------------------- | ---------------------------------------------------------------------- | ---------------------------------------------------------------------- | ---------------------------------------------------------------------- |
| 20-11-2002                                                             | Timișoara                                                              | Romania                                                                | 0 – 1                                                                  | Croazia                                                                | Amichevole                                                             | -                                                                      |                                                                        |
| 9-2-2003                                                               | Sebenico                                                               | Croazia                                                                | 2 – 2                                                                  | Macedonia                                                              | Amichevole                                                             | -                                                                      |                                                                        |
| 12-2-2003                                                              | Spalato                                                                | Croazia                                                                | 0 – 0                                                                  | Polonia                                                                | Amichevole                                                             | -                                                                      | 46’                                                                    |
| 29-3-2003                                                              | Zagabria                                                               | Croazia                                                                | 4 – 0                                                                  | Belgio                                                                 | Qual. Euro 2004                                                        | 1                                                                      | 34’                                                                    |
| 2-4-2003                                                               | Varaždin                                                               | Croazia                                                                | 2 – 0                                                                  | Andorra                                                                | Qual. Euro 2004                                                        | -                                                                      |                                                                        |
| 30-4-2003                                                              | Stoccolma                                                              | Svezia                                                                 | 1 – 2                                                                  | Croazia                                                                | Amichevole                                                             | -                                                                      | 46’                                                                    |
| 11-6-2003                                                              | Tallinn                                                                | Estonia                                                                | 0 – 1                                                                  | Croazia                                                                | Qual. Euro 2004                                                        | -                                                                      | 32’                                                                    |
| 20-8-2003                                                              | Ipswich                                                                | Inghilterra                                                            | 3 – 1                                                                  | Croazia                                                                | Amichevole                                                             | -                                                                      | 46’                                                                    |
| 10-9-2003                                                              | Bruxelles                                                              | Belgio                                                                 | 2 – 1                                                                  | Croazia                                                                | Qual. Euro 2004                                                        | -                                                                      | 65’                                                                    |
| 11-10-2003                                                             | Zagabria                                                               | Croazia                                                                | 1 – 0                                                                  | Bulgaria                                                               | Qual. Euro 2004                                                        | -                                                                      | 46’                                                                    |
| 15-11-2003                                                             | Zagabria                                                               | Croazia                                                                | 1 – 1                                                                  | Slovenia                                                               | Qual. Euro 2004                                                        | -                                                                      | 59’ 83’                                                                |
| 19-11-2003                                                             | Lubiana                                                                | Slovenia                                                               | 0 – 1                                                                  | Croazia                                                                | Qual. Euro 2004                                                        | -                                                                      |                                                                        |
| 18-2-2004                                                              | Spalato                                                                | Croazia                                                                | 1 – 2                                                                  | Germania                                                               | Amichevole                                                             | -                                                                      | 62’                                                                    |
| 31-3-2004                                                              | Zagabria                                                               | Croazia                                                                | 2 – 2                                                                  | Turchia                                                                | Amichevole                                                             | 1                                                                      | 59’                                                                    |
| 28-4-2004                                                              | Skopje                                                                 | Macedonia                                                              | 0 – 1                                                                  | Croazia                                                                | Amichevole                                                             | -                                                                      |                                                                        |
| 5-6-2004                                                               | Copenaghen                                                             | Danimarca                                                              | 1 – 2                                                                  | Croazia                                                                | Amichevole                                                             | -                                                                      | 46’                                                                    |
| 13-6-2004                                                              | Leiria                                                                 | Svizzera                                                               | 0 – 0                                                                  | Croazia                                                                | Euro 2004 - 1º turno                                                   | -                                                                      | 61’                                                                    |
| 21-6-2004                                                              | Lisbona                                                                | Croazia                                                                | 2 – 4                                                                  | Inghilterra                                                            | Euro 2004 - 1º turno                                                   | -                                                                      | 67’                                                                    |
| 18-8-2004                                                              | Varaždin                                                               | Croazia                                                                | 1 – 0                                                                  | Israele                                                                | Amichevole                                                             | -                                                                      |                                                                        |
| 4-9-2004                                                               | Reykjavík                                                              | Croazia                                                                | 3 – 0                                                                  | Ungheria                                                               | Qual. Mondiali 2006                                                    | -                                                                      | 83’                                                                    |
| 8-9-2004                                                               | Göteborg                                                               | Svezia                                                                 | 0 – 1                                                                  | Croazia                                                                | Qual. Mondiali 2006                                                    | 1                                                                      |                                                                        |
| 9-10-2004                                                              | Zagabria                                                               | Croazia                                                                | 2 – 2                                                                  | Bulgaria                                                               | Qual. Mondiali 2006                                                    | 2                                                                      | 61’                                                                    |
| 16-11-2004                                                             | Dublino                                                                | Irlanda                                                                | 1 – 0                                                                  | Croazia                                                                | Amichevole                                                             | -                                                                      |                                                                        |
| 9-2-2005                                                               | Gerusalemme                                                            | Israele                                                                | 3 – 3                                                                  | Croazia                                                                | Amichevole                                                             | 1                                                                      |                                                                        |
| 26-3-2005                                                              | Zagabria                                                               | Croazia                                                                | 4 – 0                                                                  | Islanda                                                                | Qual. Mondiali 2006                                                    | -                                                                      | 82’                                                                    |
| 4-6-2005                                                               | Sofia                                                                  | Bulgaria                                                               | 1 – 3                                                                  | Croazia                                                                | Qual. Mondiali 2006                                                    | -                                                                      |                                                                        |
| 17-8-2005                                                              | Spalato                                                                | Croazia                                                                | 1 – 1                                                                  | Brasile                                                                | Amichevole                                                             | -                                                                      |                                                                        |
| 3-9-2005                                                               | Reykjavík                                                              | Islanda                                                                | 1 – 3                                                                  | Croazia                                                                | Qual. Mondiali 2006                                                    | 1                                                                      | 38’                                                                    |
| 7-9-2005                                                               | Ta' Qali                                                               | Malta                                                                  | 1 – 1                                                                  | Croazia                                                                | Qual. Mondiali 2006                                                    | -                                                                      |                                                                        |
| 8-10-2005                                                              | Zagabria                                                               | Croazia                                                                | 1 – 0                                                                  | Svezia                                                                 | Qual. Mondiali 2006                                                    | 1                                                                      |                                                                        |
| 12-10-2005                                                             | Budapest                                                               | Ungheria                                                               | 0 – 0                                                                  | Croazia                                                                | Qual. Mondiali 2006                                                    | -                                                                      |                                                                        |
| 12-11-2005                                                             | Coimbra                                                                | Portogallo                                                             | 2 – 0                                                                  | Croazia                                                                | Amichevole                                                             | -                                                                      | 46’                                                                    |
| 1-3-2006                                                               | Basilea                                                                | Croazia                                                                | 3 – 2                                                                  | Argentina                                                              | Amichevole                                                             | 1                                                                      | 50’                                                                    |
| 23-5-2006                                                              | Vienna                                                                 | Austria                                                                | 1 – 4                                                                  | Croazia                                                                | Amichevole                                                             | -                                                                      | 70’                                                                    |
| 28-5-2006                                                              | Osijek                                                                 | Croazia                                                                | 2 – 2                                                                  | Iran                                                                   | Amichevole                                                             | -                                                                      | 64’                                                                    |
| 3-6-2006                                                               | Wolfsburg                                                              | Croazia                                                                | 0 – 1                                                                  | Polonia                                                                | Amichevole                                                             | -                                                                      | 46’                                                                    |
| 13-6-2006                                                              | Berlino                                                                | Brasile                                                                | 1 – 0                                                                  | Croazia                                                                | Mondiali 2006 - 1º turno                                               | -                                                                      |                                                                        |
| 18-6-2006                                                              | Norimberga                                                             | Giappone                                                               | 0 – 0                                                                  | Croazia                                                                | Mondiali 2006 - 1º turno                                               | -                                                                      | 69’ 87’                                                                |
| 22-6-2006                                                              | Stoccarda                                                              | Croazia                                                                | 2 – 2                                                                  | Australia                                                              | Mondiali 2006 - 1º turno                                               | 1                                                                      |                                                                        |
| 16-8-2006                                                              | Livorno                                                                | Italia                                                                 | 0 – 2                                                                  | Croazia                                                                | Amichevole                                                             | -                                                                      | 36’ 46’                                                                |
| 15-11-2006                                                             | Tel-Aviv                                                               | Israele                                                                | 3 – 4                                                                  | Croazia                                                                | Qual. Euro 2008                                                        | 1                                                                      | 88’                                                                    |
| 7-2-2007                                                               | Fiume                                                                  | Croazia                                                                | 2 – 1                                                                  | Norvegia                                                               | Amichevole                                                             | -                                                                      |                                                                        |
| 24-3-2007                                                              | Zagabria                                                               | Croazia                                                                | 2 – 1                                                                  | Macedonia                                                              | Qual. Euro 2008                                                        | 1                                                                      | 46’                                                                    |
| 2-6-2007                                                               | Tallinn                                                                | Estonia                                                                | 0 – 1                                                                  | Croazia                                                                | Qual. Euro 2008                                                        | -                                                                      |                                                                        |
| 6-6-2007                                                               | Zagabria                                                               | Croazia                                                                | 0 – 0                                                                  | Russia                                                                 | Qual. Euro 2008                                                        | -                                                                      | 8’                                                                     |
| 22-8-2007                                                              | Sarajevo                                                               | Bosnia ed Erzegovina                                                   | 3 – 5                                                                  | Croazia                                                                | Amichevole                                                             | 2                                                                      | 82’                                                                    |
| 8-9-2007                                                               | Zagabria                                                               | Croazia                                                                | 2 – 0                                                                  | Estonia                                                                | Qual. Euro 2008                                                        | -                                                                      | 84’                                                                    |
| 12-9-2007                                                              | Andorra la Vella                                                       | Andorra                                                                | 0 – 6                                                                  | Croazia                                                                | Qual. Euro 2008                                                        | 1                                                                      |                                                                        |
| 13-10-2007                                                             | Zagabria                                                               | Croazia                                                                | 1 – 0                                                                  | Israele                                                                | Qual. Euro 2008                                                        | -                                                                      |                                                                        |
| 16-10-2007                                                             | Fiume                                                                  | Croazia                                                                | 3 – 0                                                                  | Slovacchia                                                             | Amichevole                                                             | -                                                                      | 69’                                                                    |
| 17-11-2007                                                             | Skopje                                                                 | Macedonia                                                              | 2 – 0                                                                  | Croazia                                                                | Qual. Euro 2008                                                        | -                                                                      |                                                                        |
| 21-11-2007                                                             | Londra                                                                 | Inghilterra                                                            | 2 – 3                                                                  | Croazia                                                                | Qual. Euro 2008                                                        | -                                                                      |                                                                        |
| 6-2-2008                                                               | Spalato                                                                | Croazia                                                                | 0 – 3                                                                  | Paesi Bassi                                                            | Amichevole                                                             | -                                                                      | 53’ 86’                                                                |
| 26-3-2008                                                              | Glasgow                                                                | Scozia                                                                 | 1 – 1                                                                  | Croazia                                                                | Amichevole                                                             | -                                                                      | 63’                                                                    |
| 31-5-2008                                                              | Budapest                                                               | Ungheria                                                               | 1 – 1                                                                  | Croazia                                                                | Amichevole                                                             | -                                                                      |                                                                        |
| 8-6-2008                                                               | Vienna                                                                 | Austria                                                                | 0 – 1                                                                  | Croazia                                                                | Euro 2008 - 1º turno                                                   | -                                                                      |                                                                        |
| 12-6-2008                                                              | Klagenfurt am Wörthersee                                               | Croazia                                                                | 2 – 1                                                                  | Germania                                                               | Euro 2008 - 1º turno                                                   | 1                                                                      | 27’ 80’                                                                |
| 20-6-2008                                                              | Vienna                                                                 | Croazia                                                                | 1 – 1 dts (2 – 4 dtr)                                                  | Turchia                                                                | Euro 2008 - Quarti di finale                                           | -                                                                      |                                                                        |
| 20-8-2008                                                              | Maribor                                                                | Slovenia                                                               | 2 – 3                                                                  | Croazia                                                                | Amichevole                                                             | 1                                                                      | 82’                                                                    |
| 6-9-2008                                                               | Zagabria                                                               | Croazia                                                                | 3 – 0                                                                  | Kazakistan                                                             | Qual. Mondiali 2010                                                    | -                                                                      |                                                                        |
| 10-9-2008                                                              | Zagabria                                                               | Croazia                                                                | 1 – 4                                                                  | Inghilterra                                                            | Qual. Mondiali 2010                                                    | -                                                                      | 48’                                                                    |
| 11-10-2008                                                             | Charkiv                                                                | Ucraina                                                                | 0 – 0                                                                  | Croazia                                                                | Qual. Mondiali 2010                                                    | -                                                                      | 71’                                                                    |
| 11-2-2009                                                              | Bucarest                                                               | Romania                                                                | 1 – 2                                                                  | Croazia                                                                | Amichevole                                                             | -                                                                      | cap. 88’                                                               |
| 1-4-2009                                                               | Andorra la Vella                                                       | Andorra                                                                | 0 – 2                                                                  | Croazia                                                                | Qual. Mondiali 2010                                                    | -                                                                      | cap.                                                                   |
| 6-6-2009                                                               | Zagabria                                                               | Croazia                                                                | 2 – 2                                                                  | Ucraina                                                                | Qual. Mondiali 2010                                                    | -                                                                      | 72’                                                                    |
| 12-8-2009                                                              | Minsk                                                                  | Bielorussia                                                            | 1 – 3                                                                  | Croazia                                                                | Qual. Mondiali 2010                                                    | -                                                                      | cap.                                                                   |
| 5-9-2009                                                               | Zagabria                                                               | Croazia                                                                | 1 – 0                                                                  | Bielorussia                                                            | Qual. Mondiali 2010                                                    | -                                                                      | cap.                                                                   |
| 9-9-2009                                                               | Londra                                                                 | Inghilterra                                                            | 5 – 1                                                                  | Croazia                                                                | Qual. Mondiali 2010                                                    | -                                                                      | cap.                                                                   |
| 8-10-2009                                                              | Fiume                                                                  | Croazia                                                                | 3 – 2                                                                  | Qatar                                                                  | Amichevole                                                             | -                                                                      | 74’                                                                    |
| 14-10-2009                                                             | Astana                                                                 | Kazakistan                                                             | 1 – 2                                                                  | Croazia                                                                | Qual. Mondiali 2010                                                    | -                                                                      | 87’ 90+4’                                                              |
| 14-11-2009                                                             | Vinkovci                                                               | Croazia                                                                | 5 – 0                                                                  | Liechtenstein                                                          | Amichevole                                                             | 1                                                                      | cap. 58’                                                               |
| 3-3-2010                                                               | Bruxelles                                                              | Belgio                                                                 | 0 – 1                                                                  | Croazia                                                                | Amichevole                                                             | -                                                                      | cap.                                                                   |
| 19-5-2010                                                              | Klagenfurt am Wörthersee                                               | Austria                                                                | 0 – 1                                                                  | Croazia                                                                | Amichevole                                                             | -                                                                      | cap.                                                                   |
| 23-5-2010                                                              | Osijek                                                                 | Croazia                                                                | 2 – 0                                                                  | Galles                                                                 | Amichevole                                                             | -                                                                      | cap. 75’                                                               |
| 11-8-2010                                                              | Bratislava                                                             | Slovacchia                                                             | 1 – 1                                                                  | Croazia                                                                | Amichevole                                                             | -                                                                      | cap.                                                                   |
| 3-9-2010                                                               | Riga                                                                   | Lettonia                                                               | 0 – 3                                                                  | Croazia                                                                | Qual. Euro 2012                                                        | 1                                                                      | cap. 90’                                                               |
| 7-9-2010                                                               | Zagabria                                                               | Croazia                                                                | 0 – 0                                                                  | Grecia                                                                 | Qual. Euro 2012                                                        | -                                                                      | cap. 68’                                                               |
| 12-10-2010                                                             | Zagabria                                                               | Croazia                                                                | 2 – 1                                                                  | Norvegia                                                               | Amichevole                                                             | -                                                                      | cap. 88’                                                               |
| 17-11-2010                                                             | Zagabria                                                               | Croazia                                                                | 3 – 0                                                                  | Malta                                                                  | Qual. Euro 2012                                                        | -                                                                      | cap. 74’                                                               |
| 9-2-2011                                                               | Pola                                                                   | Croazia                                                                | 4 – 2                                                                  | Rep. Ceca                                                              | Amichevole                                                             | -                                                                      | cap.                                                                   |
| 26-3-2011                                                              | Tbilisi                                                                | Georgia                                                                | 1 – 0                                                                  | Croazia                                                                | Qual. Euro 2012                                                        | -                                                                      | cap.                                                                   |
| 29-3-2011                                                              | Saint-Denis                                                            | Francia                                                                | 0 – 0                                                                  | Croazia                                                                | Amichevole                                                             | -                                                                      | cap. 76’ 80’                                                           |
| 3-6-2011                                                               | Spalato                                                                | Croazia                                                                | 2 – 1                                                                  | Georgia                                                                | Qual. Euro 2012                                                        | -                                                                      | cap.                                                                   |
| 10-8-2011                                                              | Dublino                                                                | Irlanda                                                                | 0 – 0                                                                  | Croazia                                                                | Amichevole                                                             | -                                                                      | cap.                                                                   |
| 2-9-2011                                                               | Ta' Qali                                                               | Malta                                                                  | 1 – 3                                                                  | Croazia                                                                | Qual. Euro 2012                                                        | -                                                                      | cap.                                                                   |
| 6-9-2011                                                               | Zagabria                                                               | Croazia                                                                | 3 – 1                                                                  | Israele                                                                | Qual. Euro 2012                                                        | -                                                                      | cap. 62’                                                               |
| 11-10-2011                                                             | Fiume                                                                  | Croazia                                                                | 2 – 0                                                                  | Lettonia                                                               | Qual. Euro 2012                                                        | -                                                                      | cap.                                                                   |
| 11-11-2011                                                             | Istanbul                                                               | Turchia                                                                | 0 – 3                                                                  | Croazia                                                                | Qual. Euro 2012                                                        | -                                                                      | cap.                                                                   |
| 15-11-2011                                                             | Zagabria                                                               | Croazia                                                                | 0 – 0                                                                  | Turchia                                                                | Qual. Euro 2012                                                        | -                                                                      | cap.                                                                   |
| 29-2-2012                                                              | Zagabria                                                               | Croazia                                                                | 1 – 3                                                                  | Svezia                                                                 | Amichevole                                                             | -                                                                      | cap.                                                                   |
| 2-6-2012                                                               | Oslo                                                                   | Norvegia                                                               | 1 – 1                                                                  | Croazia                                                                | Amichevole                                                             | -                                                                      | cap. 53’                                                               |
| 10-6-2012                                                              | Poznań                                                                 | Irlanda                                                                | 1 – 3                                                                  | Croazia                                                                | Euro 2012 - 1º turno                                                   | -                                                                      | cap.                                                                   |
| 14-6-2012                                                              | Poznań                                                                 | Italia                                                                 | 1 – 1                                                                  | Croazia                                                                | Euro 2012 - 1º turno                                                   | -                                                                      | cap.                                                                   |
| 18-6-2012                                                              | Danzica                                                                | Croazia                                                                | 0 – 1                                                                  | Spagna                                                                 | Euro 2012 - 1º turno                                                   | -                                                                      | cap. 44’                                                               |
| 15-8-2012                                                              | Spalato                                                                | Croazia                                                                | 2 – 4                                                                  | Svizzera                                                               | Amichevole                                                             | -                                                                      | cap.                                                                   |
| 7-9-2012                                                               | Zagabria                                                               | Croazia                                                                | 1 – 0                                                                  | Macedonia                                                              | Qual. Mondiali 2014                                                    | -                                                                      | cap.                                                                   |
| 11-9-2012                                                              | Bruxelles                                                              | Belgio                                                                 | 1 – 1                                                                  | Croazia                                                                | Qual. Mondiali 2014                                                    | -                                                                      | cap. 10’                                                               |
| 12-10-2012                                                             | Skopje                                                                 | Macedonia                                                              | 1 – 2                                                                  | Croazia                                                                | Qual. Mondiali 2014                                                    | -                                                                      | cap.                                                                   |
| 16-10-2012                                                             | Osijek                                                                 | Croazia                                                                | 2 – 0                                                                  | Galles                                                                 | Qual. Mondiali 2014                                                    | -                                                                      | cap.                                                                   |
| 6-2-2013                                                               | Londra                                                                 | Croazia                                                                | 4 – 0                                                                  | Corea del Sud                                                          | Amichevole                                                             | 1                                                                      | cap.                                                                   |
| 22-3-2013                                                              | Zagabria                                                               | Croazia                                                                | 2 – 0                                                                  | Serbia                                                                 | Qual. Mondiali 2014                                                    | -                                                                      | cap.                                                                   |
| 26-3-2013                                                              | Swansea                                                                | Galles                                                                 | 1 – 2                                                                  | Croazia                                                                | Qual. Mondiali 2014                                                    | -                                                                      | cap.                                                                   |
| 7-6-2013                                                               | Zagabria                                                               | Croazia                                                                | 0 – 1                                                                  | Scozia                                                                 | Qual. Mondiali 2014                                                    | -                                                                      | cap.                                                                   |
| 10-6-2013                                                              | Ginevra                                                                | Croazia                                                                | 0 – 1                                                                  | Portogallo                                                             | Amichevole                                                             | -                                                                      | cap.                                                                   |
| 14-8-2013                                                              | Vaduz                                                                  | Liechtenstein                                                          | 2 – 3                                                                  | Croazia                                                                | Amichevole                                                             | -                                                                      | cap.                                                                   |
| 6-9-2013                                                               | Belgrado                                                               | Serbia                                                                 | 1 – 1                                                                  | Croazia                                                                | Qual. Mondiali 2014                                                    | -                                                                      | cap. 86’                                                               |
| 10-9-2013                                                              | Jeonju                                                                 | Corea del Sud                                                          | 1 – 2                                                                  | Croazia                                                                | Amichevole                                                             | -                                                                      | cap.                                                                   |
| 15-10-2013                                                             | Edimburgo                                                              | Scozia                                                                 | 2 – 0                                                                  | Croazia                                                                | Qual. Mondiali 2014                                                    | -                                                                      | cap.                                                                   |
| 15-11-2013                                                             | Reykjavík                                                              | Islanda                                                                | 0 – 0                                                                  | Croazia                                                                | Qual. Mondiali 2014                                                    | -                                                                      | cap.                                                                   |
| 19-11-2013                                                             | Zagabria                                                               | Croazia                                                                | 2 – 0                                                                  | Islanda                                                                | Qual. Mondiali 2014                                                    | 1                                                                      | cap.                                                                   |
| 5-3-2014                                                               | San Gallo                                                              | Svizzera                                                               | 2 – 2                                                                  | Croazia                                                                | Amichevole                                                             | -                                                                      | cap. 79’                                                               |
| 31-5-2014                                                              | Osijek                                                                 | Croazia                                                                | 2 – 1                                                                  | Mali                                                                   | Amichevole                                                             | -                                                                      | cap.                                                                   |
| 6-6-2014                                                               | Salvador                                                               | Croazia                                                                | 1 – 0                                                                  | Australia                                                              | Amichevole                                                             | -                                                                      | cap. 84’                                                               |
| 12-6-2014                                                              | San Paolo                                                              | Brasile                                                                | 3 – 1                                                                  | Croazia                                                                | Mondiali 2014 - 1º turno                                               | -                                                                      | cap.                                                                   |
| 18-6-2014                                                              | Manaus                                                                 | Camerun                                                                | 0 – 4                                                                  | Croazia                                                                | Mondiali 2014 - 1º turno                                               | -                                                                      | cap.                                                                   |
| 23-6-2014                                                              | Recife                                                                 | Croazia                                                                | 1 – 3                                                                  | Messico                                                                | Mondiali 2014 - 1º turno                                               | -                                                                      | cap.                                                                   |
| 4-9-2014                                                               | Pola                                                                   | Croazia                                                                | 2 – 0                                                                  | Cipro                                                                  | Amichevole                                                             | -                                                                      | cap. 77’                                                               |
| 9-9-2014                                                               | Zagabria                                                               | Croazia                                                                | 2 – 0                                                                  | Malta                                                                  | Qual. Euro 2016                                                        | -                                                                      | cap.                                                                   |
| 10-10-2014                                                             | Sofia                                                                  | Bulgaria                                                               | 0 – 1                                                                  | Croazia                                                                | Qual. Euro 2016                                                        | -                                                                      | cap.                                                                   |
| 13-10-2014                                                             | Osijek                                                                 | Croazia                                                                | 6 – 0                                                                  | Azerbaigian                                                            | Qual. Euro 2016                                                        | -                                                                      | cap.                                                                   |
| 16-11-2014                                                             | Milano                                                                 | Italia                                                                 | 1 – 1                                                                  | Croazia                                                                | Qual. Euro 2016                                                        | -                                                                      | cap.                                                                   |
| 28-3-2015                                                              | Zagabria                                                               | Croazia                                                                | 5 – 1                                                                  | Norvegia                                                               | Qual. Euro 2016                                                        | -                                                                      | cap.                                                                   |
| 12-6-2015                                                              | Spalato                                                                | Croazia                                                                | 1 – 1                                                                  | Italia                                                                 | Qual. Euro 2016                                                        | -                                                                      | cap. 54’, 90’                                                          |
| 6-9-2015                                                               | Oslo                                                                   | Norvegia                                                               | 2 – 0                                                                  | Croazia                                                                | Qual. Euro 2016                                                        | -                                                                      | cap.                                                                   |
| 10-10-2015                                                             | Zagabria                                                               | Croazia                                                                | 3 – 0                                                                  | Bulgaria                                                               | Qual. Euro 2016                                                        | -                                                                      | cap.                                                                   |
| 13-10-2015                                                             | Ta' Qali                                                               | Malta                                                                  | 0 – 1                                                                  | Croazia                                                                | Qual. Euro 2016                                                        | -                                                                      | cap.                                                                   |
| 17-11-2015                                                             | Rostov sul Don                                                         | Russia                                                                 | 1 – 3                                                                  | Croazia                                                                | Amichevole                                                             | -                                                                      | cap. 46’                                                               |
| 23-3-2016                                                              | Osijek                                                                 | Croazia                                                                | 2 – 0                                                                  | Israele                                                                | Amichevole                                                             | -                                                                      | cap. 44’                                                               |
| 26-3-2016                                                              | Budapest                                                               | Ungheria                                                               | 1 – 1                                                                  | Croazia                                                                | Amichevole                                                             | -                                                                      | 76’                                                                    |
| 4-6-2016                                                               | Fiume                                                                  | Croazia                                                                | 10 – 0                                                                 | San Marino                                                             | Amichevole                                                             | 1                                                                      | cap. 55’                                                               |
| 12-6-2016                                                              | Parigi                                                                 | Turchia                                                                | 0 – 1                                                                  | Croazia                                                                | Euro 2016 - 1º turno                                                   | -                                                                      | cap.                                                                   |
| 17-6-2016                                                              | Saint-Étienne                                                          | Rep. Ceca                                                              | 2 – 2                                                                  | Croazia                                                                | Euro 2016 - 1º turno                                                   | -                                                                      | cap.                                                                   |
| 21-6-2016                                                              | Bordeaux                                                               | Croazia                                                                | 2 – 1                                                                  | Spagna                                                                 | Euro 2016 - 1º turno                                                   | -                                                                      | cap. 70’                                                               |
| 25-6-2016                                                              | Lens                                                                   | Croazia                                                                | 0 – 1                                                                  | Portogallo                                                             | Euro 2016 - Ottavi di finale                                           | -                                                                      | cap.                                                                   |
| Totale                                                                 |                                                                        | Presenze (3º posto)                                                    | 134                                                                    |                                                                        | Reti (7º posto)                                                        | 22                                                                     |                                                                        |

| Cronologia completa delle presenze e delle reti in nazionale ― Croazia under 21 | Cronologia completa delle presenze e delle reti in nazionale ― Croazia under 21 | Cronologia completa delle presenze e delle reti in nazionale ― Croazia under 21 | Cronologia completa delle presenze e delle reti in nazionale ― Croazia under 21 | Cronologia completa delle presenze e delle reti in nazionale ― Croazia under 21 | Cronologia completa delle presenze e delle reti in nazionale ― Croazia under 21 | Cronologia completa delle presenze e delle reti in nazionale ― Croazia under 21 | Cronologia completa delle presenze e delle reti in nazionale ― Croazia under 21 |
| Data                                                                            | Città                                                                           | In casa                                                                         | Risultato                                                                       | Ospiti                                                                          | Competizione                                                                    | Reti                                                                            | Note                                                                            |
| ------------------------------------------------------------------------------- | ------------------------------------------------------------------------------- | ------------------------------------------------------------------------------- | ------------------------------------------------------------------------------- | ------------------------------------------------------------------------------- | ------------------------------------------------------------------------------- | ------------------------------------------------------------------------------- | ------------------------------------------------------------------------------- |
| 5-10-2001                                                                       | Velika                                                                          | Croazia under 21                                                                | 1 – 0                                                                           | Belgio under 21                                                                 | Qual. Europeo Under-21 2002                                                     | -                                                                               | 84’                                                                             |
| 13-2-2002                                                                       | Costrena                                                                        | Croazia under 21                                                                | 0 – 0                                                                           | Bulgaria under 21                                                               | Amichevole                                                                      | -                                                                               | 87’                                                                             |
| 26-3-2002                                                                       | Zaprešić                                                                        | Croazia under 21                                                                | 2 – 1                                                                           | Slovenia under 21                                                               | Amichevole                                                                      | -                                                                               |                                                                                 |
| 7-5-2002                                                                        | Zaprešić                                                                        | Croazia under 21                                                                | 2 – 0                                                                           | Ungheria under 21                                                               | Amichevole                                                                      | -                                                                               | 79’                                                                             |
| 20-8-2002                                                                       | Lubiana                                                                         | Slovenia under 21                                                               | 1 – 0                                                                           | Croazia under 21                                                                | Amichevole                                                                      | -                                                                               | 18’                                                                             |
| 6-9-2002                                                                        | Vinkovci                                                                        | Croazia under 21                                                                | 3 – 1                                                                           | Estonia under 21                                                                | Qual. Europeo Under-21 2004                                                     | 1                                                                               |                                                                                 |
| 11-10-2002                                                                      | Sofia                                                                           | Bulgaria under 21                                                               | 1 – 3                                                                           | Croazia under 21                                                                | Qual. Europeo Under-21 2004                                                     | 3                                                                               | 84’                                                                             |
| 30-3-2004                                                                       | Bihać                                                                           | Bosnia ed Erzegovina under 21                                                   | 1 – 1                                                                           | Croazia under 21                                                                | Amichevole                                                                      | -                                                                               | 61’                                                                             |
| 27-5-2004                                                                       | Oberhausen                                                                      | Serbia e Montenegro under 21                                                    | 3 – 2                                                                           | Croazia under 21                                                                | Europeo Under-21 2004 - 1º turno                                                | -                                                                               |                                                                                 |
| 29-5-2004                                                                       | Oberhausen                                                                      | Bielorussia under 21                                                            | 1 – 1                                                                           | Croazia under 21                                                                | Europeo Under-21 2004 - 1º turno                                                | -                                                                               | 75’                                                                             |
| Totale                                                                          |                                                                                 | Presenze                                                                        | 10                                                                              |                                                                                 | Reti                                                                            | 4                                                                               |                                                                                 |

### Statistiche da allenatore
Statistiche aggiornate al 24 ottobre 2023. In grassetto la competizione vinta.
| Stagione        | Squadra         | Campionato      | Campionato | Campionato | Campionato | Campionato | Coppe nazionali | Coppe nazionali | Coppe nazionali | Coppe nazionali | Coppe nazionali | Coppe continentali | Coppe continentali | Coppe continentali | Coppe continentali | Coppe continentali | Altre coppe | Altre coppe | Altre coppe | Altre coppe | Altre coppe | Totale | Totale | Totale | Totale | % Vittorie | Piazzamento |
| Stagione        | Squadra         | Comp            | G          | V          | N          | P          | Comp            | G               | V               | N               | P               | Comp               | G                  | V                  | N                  | P                  | Comp        | G           | V           | N           | P           | G      | V      | N      | P      | %          | Piazzamento |
| --------------- | --------------- | --------------- | ---------- | ---------- | ---------- | ---------- | --------------- | --------------- | --------------- | --------------- | --------------- | ------------------ | ------------------ | ------------------ | ------------------ | ------------------ | ----------- | ----------- | ----------- | ----------- | ----------- | ------ | ------ | ------ | ------ | ---------- | ----------- |
| ott. 2023-2024  | Šachtar         | PL              | 1          | 1          | 0          | 0          | CU              | -               | -               | -               | -               | UCL                | -                  | -                  | -                  | -                  | -           | -           | -           | -           | -           | 1      | 1      | 0      | 0      | 100,00&    | Ad interim  |
| Totale carriera | Totale carriera | Totale carriera | 1          | 1          | 0          | 0          |                 | 0               | 0               | 0               | 0               |                    | 0                  | 0                  | 0                  | 0                  |             | 0           | 0           | 0           | 0           | 1      | 1      | 0      | 0      | 100,00     |             |

## Palmarès

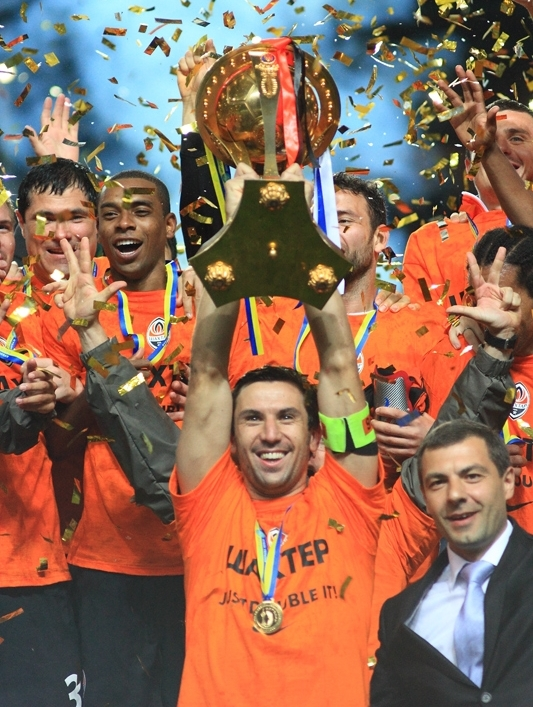
Darijo Srna alza la Coppa d'Ucraina nel 2011

### Giocatore

#### Club

##### Competizioni nazionali
- Coppa di Croazia: 2

Hajduk Spalato: 1999-2000, 2002-2003
- Campionato croato: 1

Hajduk Spalato: 2000-2001
- Coppa d'Ucraina: 8

Shakhtar Donetsk: 2003-2004, 2007-2008, 2010-2011, 2011-2012, 2012-2013, 2015-2016, 2016-2017, 2017-2018
- Campionato ucraino: 10

Shakhtar Donetsk: 2004-2005, 2005-2006, 2007-2008, 2009-2010, 2010-2011, 2011-2012, 2012-2013, 2013-2014, 2016-2017, 2017-2018
- Supercoppa d'Ucraina: 8

Shakhtar Donetsk: 2005, 2008, 2010, 2012, 2013, 2014, 2015, 2017

##### Competizioni internazionali
- Coppa UEFA: 1

Shakhtar Donetsk: 2008-2009

#### Individuale
- Squadra della stagione della UEFA Europa League: 1

2015-2016